# Juan de Villalonga y Escalada
 Juan de Villalonga y Escalada (Palma, 1794-Madrid, 1880) fue un militar español. Ostentó el título nobiliario de marqués del Maestrazgo.

## Biografía
Nacido en Palma de Mallorca en enero de 1794, era hijo de una de las familias más ilustres de las islas Baleares. Ingresó en el ejército, en clase de cadete con antigüedad, el 21 de agosto de 1808. Formó parte de las tropas que defendieron el archipiélago balear durante la guerra de la Independencia. En la península participó en los combates de Castalla, Tibi, Cocentaina y la defensa de Alcoy, entre otros. Pasó luego a Cataluña, y formó parte de la columna de ataque destinada a entrar en Tarragona y luego de las fuerzas que prosiguieron la campaña en el Coll de Balaguer y en la provincia de Alicante contra el mariscal Suchet. Más tarde se encontró en el segundo sitio de Tarragona, acción de Brafin y retirada de Valls, y, por último, en el bloqueo de Barcelona.
A finales de 1815 ingresó en el segundo regimiento de Reales Guardias Walonas, a cuyo cuerpo perteneció hasta 1820, habiéndole correspondido, durante este tiempo, el grado de capitán. Tras la insurrección de julio de 1822 entró a formar parte del batallón llamado de Leales, constituido con los restos de la antigua Guardia, y que fue disuelto por efecto de los sucesos políticos de aquella época, pasando Villalonga por iguales problemas que otros oficiales afectos al Antiguo Régimen.
Al estallar la primera guerra carlista fue destinado, con el empleo de capitán, a operar en la provincia de Burgos. Durante esta contienda alcanzó el empleo de brigadier. Su conducta antes los sucesos políticos de 1841 y 1842, especialmente en este último año, en que tomó las posiciones que ocupaban los amotinados de Barcelona, le granjeó el ascenso a mariscal de campo. Después, entre sus misiones, se encontró la pacificación del Maestrazgo. El Gobierno de entonces le recompensó con los títulos de marqués del Maestrazgo y vizconde de los Alduides. Fue nombrado por la reina Isabel II gentilhombre de cámara y desempeñó los cargos de director general de Estado Mayor del Ejército, capitán general de Valencia y vicepresidente del Consejo Supremo de Guerra. Habría llegado a ser teniente general. Falleció en Madrid el 20 de marzo de 1880.